# Organización territorial del Líbano

Mapa del Líbano.

La República del Líbano está organizada territorialmente en ocho gobernaciones (en árabe: muḥāfaẓāt‎, singular muḥāfaẓa). Estas se dividen en 25 distritos (Aqdya, singular – qadaa), que a su vez se subdividen en municipalidades.

## Gobernaciones
- Akkar (musulmanes suníes y alauíes).
- Baalbeck-Hermel (mayoría musulmana chií).
- Beirut (cristianos y musulmanes al 50%).
- Bekaa (cristianos y musulmanes suníes).
- Líbano-Norte (cristianos y musulmanes suníes).
- Líbano-Sur (mayoría musulmana chií).
- Monte Líbano (mayoría cristiana, drusos en el sur).
- Nabatiye (mayoría musulmana chií, minoría cristiana).

| Gobernación     | Nombre Árabe   | Ciudad Capital | Población (2015) | Área | Densidad (h/km²) |
| --------------- | -------------- | -------------- | ---------------- | ---- | ---------------- |
| Akkar           | عكار           | Halba          | 389899           | 788  | 494,8            |
| Baalbeck-Hermel | بعلبك - الهرمل | Baalbek        | 416427           | 3009 | 138,4            |
| Beirut          | بيروت          | Beirut         | 432645           | 19   | 22770,8          |
| Bekaa           | البقاع         | Zahlé          | 536768           | 1420 | 378              |
| Líbano-Norte    | الشمال         | Trípoli        | 807204           | 1236 | 653,1            |
| Líbano-Sur      | الجنوب         | Sidón          | 578195           | 930  | 621,7            |
| Monte Líbano    | جبل لبنان      | Baabda         | 1831533          | 1968 | 930,6            |
| Nabatiye        | النبطية        | Nabatieh       | 368077           | 1098 | 335,2            |

La división anterior permanece vigente desde el 1 de julio de 2003, fecha en que se segregaron las gobernaciones de Baalbeck-Hermel y de Akkar, que anteriormente pertenecían a Bekaa y Líbano del Norte respectivamente.

## Distritos
Salvo la de Beirut, el resto de gobernaciones se organizan en distritos (qadaa), de los que existen un total de 25:

### Beirut
- Beirut

### Akkar
- Accar (Halba)

### Baalbek-Hermel
- Baalbek (Baalbek)
- Hermel (Hermel)

### Monte Líbano
- Baabda (Baabda)
- Aley (Aley)
- Metn (Jdeideh)
- Keserwan (Jounieh)
- Chouf (Beit ed-Dine)
- Jbeil (Biblos)

### Norte
- Trípoli (Trípoli)
- Zghorta (Zghorta / Ehden)
- Bisharri (Bisharri)
- Batroun (Batroun)
- Koura (Amioun)
- Minieh-Denieh (Minieh / Syr Denieh)

### Bekaa
- Zahlé (Zahlé)
- Rachaya (Rachaiya)
- Bekaa occidentale (Joub Jenin)

### Sur
- Sidón (Sidón)
- Jezzine (Jezzine)
- Tiro (Tiro)

### Nabatiye
- Nabatieh (Nabatieh)
- Maryayún (Maryayún)
- Hasbaya (Hasbaya)
- Bint-Jbeil (Bint-Jbeil)